# Юнгберг, Микаель
Бу Урбан Микаель Юнгберг (швед. Bo Urban Mikael Ljungberg); 13 июня 1970, Гётеборг, Швеция — 17 ноября 2004 Мёльндаль, Швеция) — шведский борец греко-римского стиля, чемпион и призёр Олимпийских игр, двукратный чемпион мира, двукратный чемпион Европы .

## Биография
В 1988 году занял шестое место на чемпионате мира среди юниоров, в 1989 году девятое место на чемпионате мира в возрастной категории espoir. В той же возрастной категории в 1990 году стал чемпионом Европы и победил на чемпионате Северных стран среди юниоров. В 1990 же году выступил на Кубке мира среди взрослых и занял там третье место. В 1991 году стал серебряным призёром чемпионата Северных стран, занял шестое место на чемпионате Европы и лишь 17-е на чемпионате мира.
На Летних Олимпийских играх 1992 года в Барселоне боролся в категории до 90 килограммов (полутяжёлый вес). Участники турнира, числом в 19 человек в категории, были разделены на две группы. За победу в схватках присуждались баллы, от 4 баллов за чистую победу и 0 баллов за чистое поражение. В каждой группе определялись пять борцов с наибольшими баллами (борьба проходила по системе с выбыванием после двух поражений), они разыгрывали между собой места с первое по десятое. Победители групп встречались в схватке за первое-второе места, занявшие второе место — за третье-четвёртое места и так далее. Микаель Юнгберг проиграл в группе будущему чемпиону Майку Булльманну и занял второе место в группе. В схватке за третье место проиграл и остался на четвёртом месте.
| Круг               | Соперник        | Страна               | Результат | Основание     | Время схватки |
| ------------------ | --------------- | -------------------- | --------- | ------------- | ------------- |
| 1                  | Рейналдо Пенья  | Куба                 | Победа    | 1-0 (3 балла) |               |
| 2                  | Ясутоси Морияма | Япония               | Победа    | 5-0 (3 балла) |               |
| 3                  | Франц Маркс     | Австрия              | Победа    | 4-1 (3 балла) |               |
| 4                  | Майк Булльманн  | Германия             | Поражение | 0-4 (1 балл)  |               |
| 5                  | -               | -                    | -         | -             |               |
| 6                  | Хассан Бабак    | Иран                 | Победа    | 2-0 (3 балла) |               |
| Финал (за 3 место) | Гоги Когуашвили | Объединённая команда | Поражение | 0-2 (1 балл)  |               |

После олимпийских игр перешёл в тяжёлый вес. В 1993 году был вторым на Гран-при Германии, а затем последовательно победил на чемпионате Северных стран, Играх стран Балтийского моря и чемпионате мира. В 1995 году подтвердил свой статус чемпиона мира, прибавив к нему титул чемпиона Европы. В 1996 году на чемпионате Европы был лишь девятым, и выиграл чемпионат Северных стран в супертяжёлом весе.
На Летних Олимпийских играх 1996 года в Атланте боролся в категории до 100 килограммов (средний вес). После первого круга, борцы делились на две таблицы: победителей и побеждённых. Победители продолжали бороться между собой, а побеждённые участвовали в утешительных схватках. После двух поражений в предварительных и классификационных (утешительных) раундах, борец выбывал из турнира. В ходе турнира, таким образом, из таблицы побеждённых убывали дважды проигравшие, но она же и пополнялась проигрывающими из таблицы победителей. В конечном итоге, определялись восемь лучших борцов. Не проигравшие ни разу встречались в схватке за 1-2 место, выбывшие в полуфинале встречались с победителями утешительных схваток и победители этих встреч боролись за 3-4 места и так далее. В категории боролись 20 спортсменов. Микаель Юнгберг в полуфинале в овертайме проиграл один балл белорусу Сергею Лиштвану, отстоял своё право на схватку за третьем место во встрече с молдаванином Игорем Грабовечи, чисто победил Теймураза Эдишерашвили и получил бронзовую медаль олимпийских игр.
| Круг                       | Соперник              | Страна   | Результат | Основание                                 | Время схватки |
| -------------------------- | --------------------- | -------- | --------- | ----------------------------------------- | ------------- |
| 1                          | Такаси Нономура       | Япония   | Победа    | 10-0 (за явным преимуществом) (10 баллов) | 1:44          |
| 2                          | Стипе Дамьянович      | Хорватия | Победа    | 5-0 (5 баллов)                            | 5:00          |
| Четвертьфинал              | Георгий Солдадзе      | Украина  | Победа    | Туше (5 баллов)                           | 2:45          |
| Полуфинал                  | Сергей Лиштван        | Беларусь | Поражение | 1-2 (1 балл)                              | 8:00          |
| 6-й классификационный круг | Игорь Грабовечи       | Молдова  | Победа    | 5-0 (отказ от борьбы) (5 баллов)          | 1:54          |
| Финал (за 3 место)         | Теймураз Эдишерашвили | Россия   | Победа    | Туше (3 балла)                            | 1:50          |

В 1997 году на чемпионате мира был лишь пятым. В 1998 году завоевал «серебро» чемпионата Европы, а на чемпионате мира был лишь седьмым. В 1999 году стал чемпионом Европы и бронзовым призёром чемпионата мира.
На Летних Олимпийских играх 2000 года в Сиднее боролся в категории до 97 килограммов (тяжёлый вес). Участники турнира, числом в 20 человек, были разделены на шесть групп, в каждой из которых борьба велась по круговой системе. Победители в группах выходили в четвертьфинал, где боролись по системе с выбыванием после поражения. Проигравшие занимали места соответственно полученным в схватках квалификационным и техническим баллам. Микаель Юнгберг уверенно продвигался по турнирной таблице, и выдержав тяжёлую финальную схватку, сумел заработать балл в овертайме и стать чемпионом олимпийских игр.
| Круг          | Соперник         | Страна                    | Результат | Основание                                            | Время схватки |
| ------------- | ---------------- | ------------------------- | --------- | ---------------------------------------------------- | ------------- |
| 1 (группа 1)  | Петру Судуряк    | Румыния                   | Победа    | 3-2 (3 технических балла)                            | 7:50          |
| 2 (группа 1)  | Али Моллов       | Болгария                  | Победа    | 10-0 (за явным преимуществом)(10 технических баллов) | 1:40          |
| Четвертьфинал | Сергей Матвиенко | Казахстан                 | Победа    | 5-0 (5 технических баллов)                           | 6:00          |
| Полуфинал     | Гарретт Лоуни    | Соединённые Штаты Америки | Победа    | 8-1 (8 технических баллов)                           | 6:00          |
| Финал         | Давид Салдадзе   | Украина                   | Победа    | 2-1                                                  | 9:00          |

После игр оставил карьеру. По профессии был художником. Некоторое время тренировал в клубе и выступал с лекциями. . Автор книги.
В 2002 году потерял мать и развёлся с женой, после чего был вынужден лечиться от депрессии. 17 ноября 2004 года повесился на простыне в туалете психиатрической больницы близ Гётеборга. Незадолго до смерти был назначен спортивным директором в федерации борьбы Швеции, должен был занять пост с 1 января 2005 года.
Создан фонд памяти Микаеля Юнгберга, за счёт которого назначаются стипендии спортсменам.